# Патера Пітіуса
Патера Пітіуса (лат. Pityusa Patera) — це поверхнева деталь у квадранглі Mare Australe на планеті Марс, розташована за координатами 67,0° пд. ш., та 323,1° зх. д.. Її діаметр становить близько 196.5 км, а свою назву вона отримала від назви класичної деталі альбедо.
Ця патера є залишком згаслого вулкана. Значна кількість кратерів на поверхні патери свідчить про те, що вулкан згас вже дуже давно. За деякими оцінками, вулканічна активність тут припинилася ще в нойську еру.